# Cercomacra serva
Cercomacra serva là một loài chim trong họ Thamnophilidae.